# Детелина
Вижте пояснителната страница за други значения на Детелина.
Детелината (Trifolium) е род растения от семейство Бобови (Fabaceae). Част от видовете се култивират за фураж, най-вече бялата детелина Trifolium repens и червената детелина Trifolium pratense. Детелините имат характерни три листа по стеблото. Много рядко се срещат екземпляри с четири листа, поради което се смята, че намирането на четирилистен екземпляр носи щастие.

## Разпространение
Разпространени са най-вече в умерените ширини на северното полукълбо.

## Други
На детелините са наречени улици в кварталите „Горубляне“ и „Филиповци“ и в жилищен комплекс „Овча купел“ в София (Карта).